# Бастила
Бастила, пастила, пастилья (ісп. pastilla; араб. بسطيلة, трансліт. basṭīla, також північноафриканський пиріг) — північноафриканський пиріг з м'ясом або морепродуктами, виготовлений з тіста варка (warqa, ورقة), що схоже на філо. Це фірмове блюдо Марокко, Алжиру  і Тунісу, де його різновид відомий як таджін малсука. Пізніше він був поширений емігрантами до Франції, Ізраїлю та Північної Америки.

## Історія
Назва пирога походить від іспанського слова pastilla, що означає «тістечко». В арабській відбулася трансформації фонеми «p» у «b». Історик Анні Галл засвідчує рецепти, які «дуже схожі на начинку, яка міститься в сучасній бастилі» в андалуських кулінарних книгах 13 століття, як-от فضالة الخوان في طيبات الطعام والألوان Ібн Разіна аль-Туджібі (fuḍālat al-k̲iwān fī ṭayyibāti ṭ-ṭaʿāmi wa-l-ʾalwāni). Цей рецепт, за словами Галла, передбачає «приготування голуба з корицею, мигдалем, шафраном, цибулею та яйцями, а також процес подвійного приготування, подібний до традиційного сьогоднішнього рецепту, за яким інгредієнти спочатку варяться в каструлі, а потім закінчили в духовці».
Історик Ідріс Бухліла перелічує страву як одну з османських алжирських страв, які вплинули на кухню Тетуану в результаті міграції алжирців до Тетуану після вторгнення Франції в Алжир у 1830 році, визнаючи тих, хто вважає страву андалузького походження. Дослідження Бухліли підтвердило теорію Галла про те, що назва страви, яка, за словами Бухліли, має турецьке походження, а також тісто варка, яке використовувалося для її приготування, прибули з алжирськими мігрантами до Тетуану, а звідти поширилися до решти Марокко після 1830 року.
За словами Кена Альбали, основну концепцію бастіли, ймовірно, привезли до Марокко мусульмани-мавританці, які покинули Іспанію в XVI столітті або, можливо, раніше, оскільки між Марокко та Іспанією існував значний трафік після того, як маври завоювали останню в VII столітті.
За словами історика єврейської кухні Гіла Маркса, пастіллу привезли до Марокко євреї-сефарди, а після того, як османська версія тіста «філо» під назвою варка потрапила в Магриб, кухарі замінили його в іспанській випічці. Сефарди продовжували вимовляти назву з «р», тоді як носії арабської мови замінювали на «b» (bastila) :1385.
У Марокко бастілу зазвичай подають як закуску на початку спеціальних страв і в одній із двох форм: одну з птицею, а іншу — з морепродуктами. В Алжирі бастілу зазвичай готують з куркою або з голубом.

## Пастілла з птиці

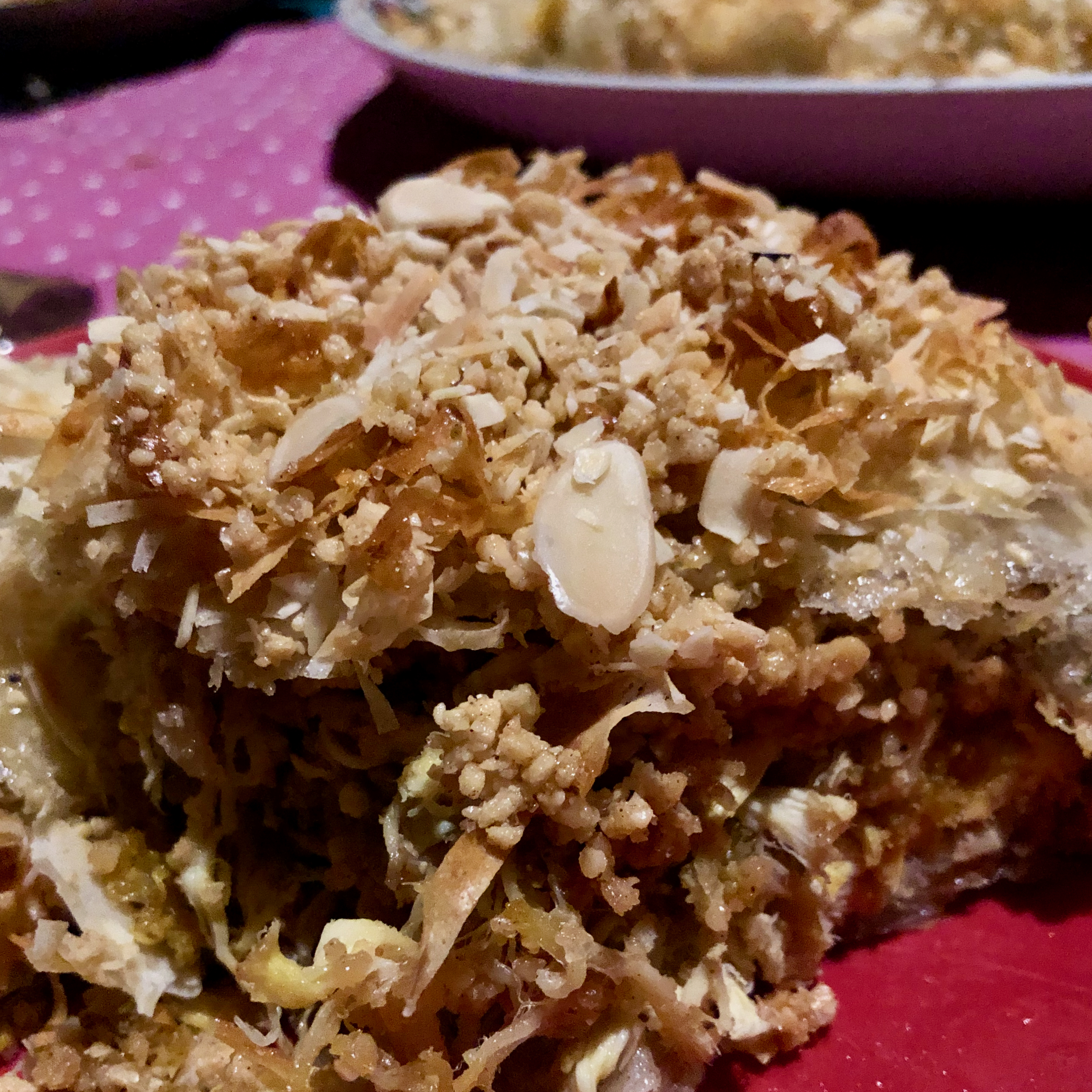
Шматочок курячої пастілли.

Пастіллу з м'яса птиці традиційно виготовляли з сквоба (молодих голубів), але сьогодні частіше використовують подрібнену курку. Вона поєднує солодкий і солоний смаки; хрусткі шари тіста варка, схожого на креп, пікантне м'ясо, повільно зварене в бульйоні та спеціях, а потім подрібнене, і хрусткий шар підсмаженого та меленого мигдалю, кориці та цукру. Начинка готується підрум'янюванням птиці на вершковому маслі. Додають нарізану цибулю, воду, петрушку та різні спеції, включаючи шафран, і гасять м'ясо до готовності. Коли м'ясо охолоне, його очищають від кісток, а м'якоть подрібнюють. Рідина зменшується та згущується яйцями, щоб утворити соус, схожий на заварний крем. М'ясо і заварний крем часто готують напередодні.
Бланшований мигдаль обсмажують на олії, потім дрібно кришать і змішують з цукровою пудрою і корицею. У круглу форму для випікання викладіть кілька шматочків тонкого тіста варка або філо, кожен з яких змащений розтопленим вершковим маслом і виступає над краєм форми. Кухар додає яєчну суміш, кладе на неї інший змащений маслом лист тіста, додає подрібнене м'ясо, також накрите листом тіста, а потім додає мигдалеву суміш. Шматки тіста, що перекриваються, складаються поверх начинки, додаються ще 2 шматки змащеного маслом тіста та заправляються по краях пирога. Пиріг випікається поки прогріється наскрізь, а шари тіста підрум'яняться. Перед подачею в гарячому вигляді зверху посипають цукровою пудрою і корицею.

## Пастілла з морепродуктів

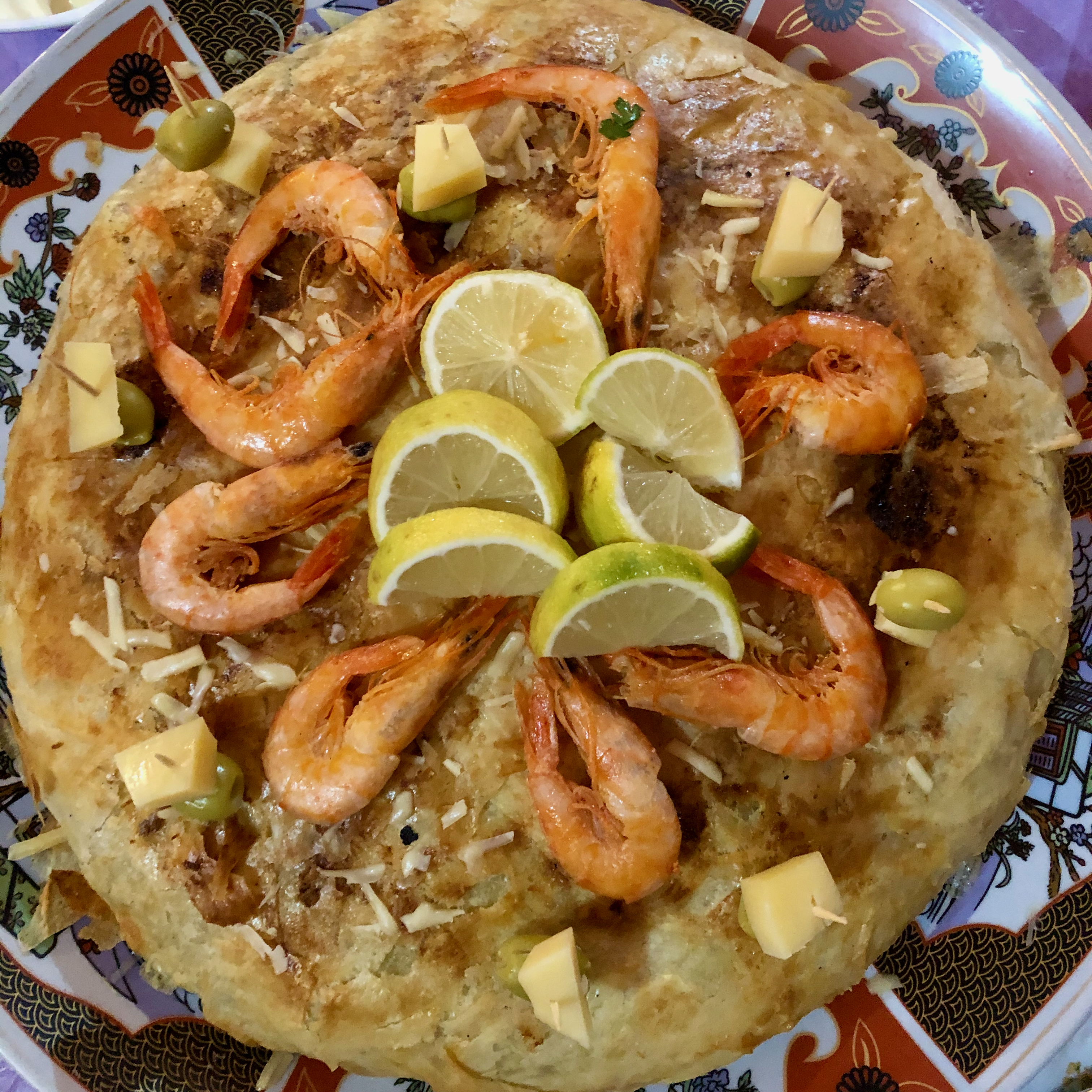
Бастіла з морепродуктів подається в будинку в Касабланці.

Бастіла з морепродуктів (араб. بسطيلة الحوت, трансліт. basṭīlat el-ḥūt) зазвичай містить рибу та інші морепродукти, крім вермішелі . На відміну від бастіли з птиці, бастіла з морепродуктів не солодка, а гостра.
Тоді як бастілу з птиці посипають цукровою пудрою та корицею, бастілу з морепродуктів зазвичай заправляють злегка посипаним тертим сиром і кількома скибочками лимона. Цей варіант бастіли часто подають на марокканських весіллях.

## Пастілла з молоком

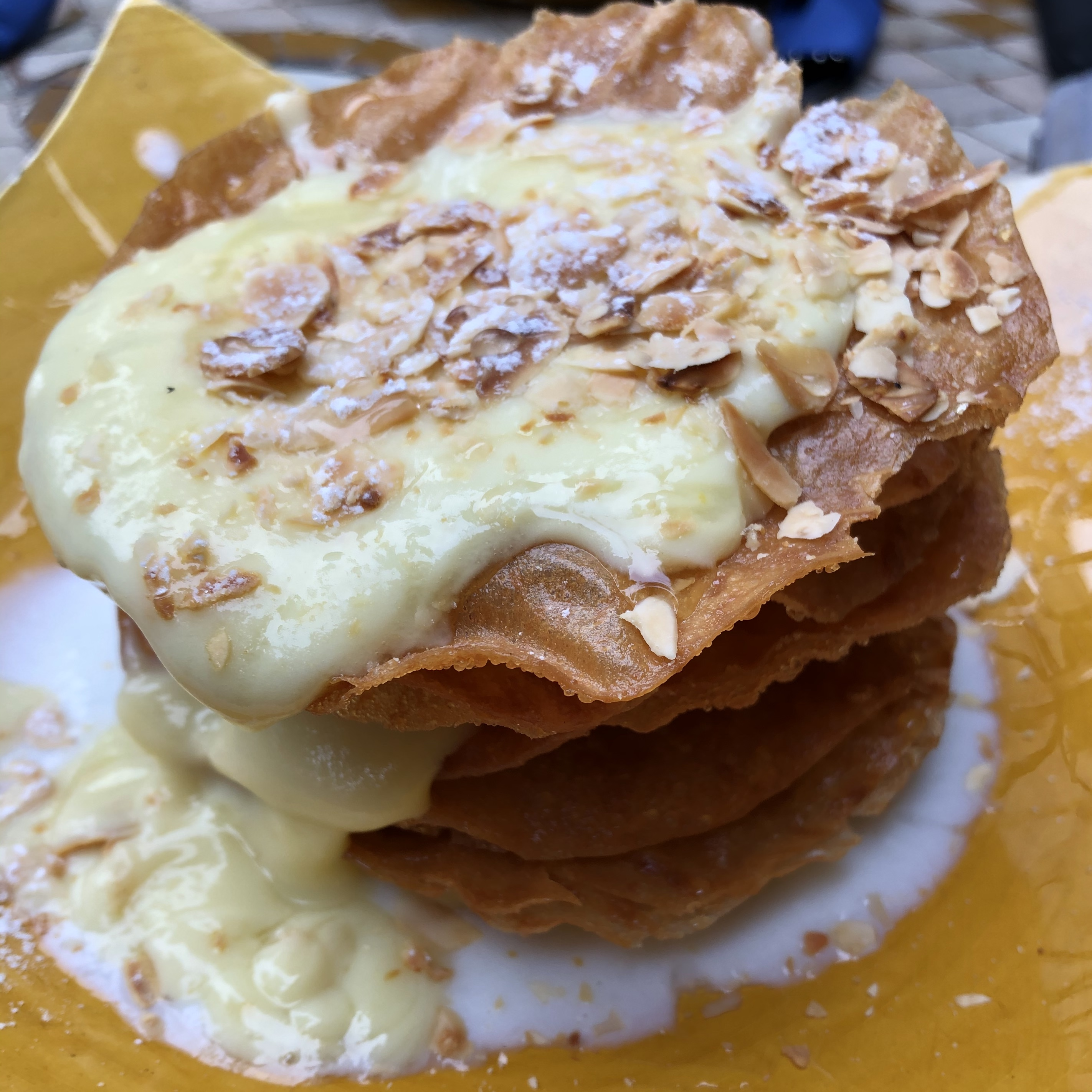
Джавхара (جوهرة), марокканський делікатес, типовий для Фесa, зі смаженим тістом варак, вершками, водою з апельсинового цвіту та підсмаженими шматочками мигдалю.

У традиційній фасійській кухні бастілу також можна подавати як десерт, і в цьому випадку бастіла називається джовхара (جوهرة, jewel) або «Пастілла з молоком». Цю бастілу також готують з варки й молочного крему, покладеного між листами. Jowhara приправлена водою з апельсинових квітів і прикрашена корицею та цукром.

## Сефардська єврейська версія
Серед марокканських євреїв пастіллу готують на оливковій олії або маргарині, а не на вершковому маслі, щоб дотримуватися правил кошерності, забороняючи вживати молочні продукти та м'ясо одночасно.
Дедалі популярнішим стає варіант виготовлення індивідуальної невеликої випічки, а не великих пирогів.

### Виноски
1. ↑  Існують вагомі аргументи на користь тюркського походження тіста філо, і техніка формування змащених маслом шарів навколо солодких і горіхових начинок, ймовірно, була розроблена в імперських кухнях Стамбула. Тож моїм наступним кроком було знайти ймовірну траєкторію, якою тісто філо могло піти з османських земель до кухонь північного Марокко. [...] Так сталося, що один із колег доктора Беджіта, історик Ідріс Бухліла, нещодавно опублікував книгу про міграцію алжирців до Тетуану в дев’ятнадцятому/тринадцятому столітті. Його робота пояснює, як хвилі алжирців мігрували до Тетуану, рятуючись від насильства французького вторгнення 1830 року. Він містить розділ, у якому простежується вплив османських алжирців на культурне та соціальне життя міста. Турецька мова та культура наповнили північне Марокко новими словами, предметами одягу та споживчими звичками, включаючи звичай пити каву та низку страв, особливо солодощів, таких як баклава. У той час як Бухліла визнає, що більшість жителів Тетуа вважають bastila андалузькою, він припускає, що саме слово має турецьке походження і прибуло з алжирцями." [...] "Дослідження Бухліли підтвердило теорію про те, що тонка, як папір, уарка використовувалася для виготовлення бастилії. , як і назва самої страви, були введені в Марокко через кухню Тетуані десь після 1830 року»[5]

### Цитування
1. ↑  http://www.cliffordawright.com/caw/food/entries/display.php/topic_id/3/id/66/
2. ↑  https://archive.org/details/Al-djazairiyun.Fi.Ttouan/page/n127/mode/2up
3. ↑  Jewish-Muslim Relations in Past and Present A Kaleidoscopic View — Brill. — С. 223. — ISBN 978-90-04-34573-7
4. 1 2  Ken Albala (2011). Food Cultures of the World Encyclopedia. ABC-CLIO. с. 8. ISBN 978-0-313-37626-9.
5. ↑  Gaul, Anny (27 листопада 2019). Bastila and the Archives of Unwritten Things. Maydan. Процитовано 13 грудня 2019.
6. ↑  Migrations (PDF). www.hommes-et-migrations.fr. Архів оригіналу (PDF) за 12 квітня 2019. [Архівовано 2015-09-24 у Wayback Machine.]
7. ↑  Bouksani, Louisa (1989). Gastronomie Algérienne. Alger, Ed. Jefal. p. 150
8. 1 2  Gil Marks (2010). Encyclopedia of Jewish Food. HMH. ISBN 978-0-544-18631-6.
9. ↑  TAJIK-PASTILLA BÔNOISE PIGEONS ET NOIX. Cuisine Bonoîse de Zika (фр.). 11 лютого 2020. Процитовано 5 квітня 2023.
10. ↑  Bastilla. Clifford A Wright. 2016
11. ↑  Ibn Razīn al-Tuǧībī, ʻAlī b. Muḥammad; Ibn Šaqrūn, Muḥammad (1984). Fuḍālat al-k̲iwān fī ṭayyibāt al-ṭaʻām wa-al-alwān: ṣūra min fann al-ṭabk̲ fī al-Andalus wa-al-Maġrib fī bidāyat ʻaṣr Banī Marīn li-Ibn Razīn al-Tuǧībī (араб.). Bayrūt: Dār al-Ġarb al-Islāmī. OCLC 776451991.
12. ↑  Ibn Razīn al-Tuǧībī, ʻAlī b. Muḥammad; Ibn Šaqrūn, Muḥammad (1984). Fuḍālat al-k̲iwān fī ṭayyibāt al-ṭaʻām wa-al-alwān: ṣūra min fann al-ṭabk̲ fī al-Andalus wa-al-Maġrib fī bidāyat ʻaṣr Banī Marīn li-Ibn Razīn al-Tuǧībī (араб.). Bayrūt: Dār al-Ġarb al-Islāmī. OCLC 776451991.
13. ↑  anny (25 лютого 2018). seven centuries of bstila. cooking with gaul (англ.). Процитовано 19 лютого 2022.
14. 1 2  Idriss Bouhlila. الجزائريون في تطوان خلال القرن 13هـ/19م. с. 128–129. إذا كان المجتمع التطواني قد تأثر في حياته اليومية ببعض الألبسة والمصطلحات اللغوية العثمانية، فقد تأثرت المائدة التطوانية - هي أيضا - بأصناف وأطباق جميلة من المأكولات، والحلويات العثمانية الجزائرية. نذكر منها على سبيل المثال: - الباصطيلة: تعد من الأطعمة الفاخرة التي تزخر بها المائدة التطوانية. وهناك من يقول على أنها أندلسية الأصل.
15. ↑  Gaul, Anny (27 листопада 2019). Bastila and the Archives of Unwritten Things. Maydan (амер.). Процитовано 19 лютого 2022. There is a strong argument for the Turkic origin of phyllo pastry" ... "His work explains how waves of Algerians migrated to Tetouan fleeing the violence of the 1830 French invasion."..."While Bouhlila acknowledges that most Tetouanis consider bastila to be Andalusi, he suggests that the word itself is of Turkish origin and arrived with the Algerians." ... "Bouhlila's study corroborated the theory [of Zette Guinaudeau] that the paper-thin ouarka used to make bastila, as well as the name of the dish itself, were introduced to Morocco by way of Tetouani cuisine sometime after 1830.
16. ↑  Albala, Ken (25 травня 2011). Food Cultures of the World Encyclopedia [4 volumes]: [Four Volumes] (англ.). ABC-CLIO. ISBN 978-0-313-37627-6.
17. ↑  Fodor's Travel Publications, Inc (2012). Fodor's Morocco. Fodors Travel Publications. с. 19–. ISBN 978-0-307-92832-0.
18. ↑  Don Philpott (20 жовтня 2016). The World of Wine and Food: A Guide to Varieties, Tastes, History, and Pairings. Rowman & Littlefield Publishers. с. 278. ISBN 978-1-4422-6804-3.
19. ↑  Philip M. Allen; Aaron Segal (1973). The Traveler's Africa: A Guide to the Entire Continent. Hopkinson & Blake, Publishers. с. 83. ISBN 978-0-911974-07-2.
20. ↑  Pastilla Recipe - Bastilla Recipe - Delicious Techniques. norecipes.com. 12 липня 2009.
21. ↑  Abitbol, Vera (17 листопада 2016). Pastilla. 196 flavors (амер.). Процитовано 19 березня 2021.
22. ↑  في العرس المغربي: صناديق مبتكرة لتقديم الهدايا وطقوس عريقة. مجلة سيدتي (араб.). 5 вересня 2016. Процитовано 21 лютого 2020.
23. ↑  Traditional Moroccan Food | Moroccanzest. Moroccanzest (амер.). 28 липня 2018. Процитовано 5 листопада 2018.
24. ↑  Solomonov, Michael (2016). Zahav: A World of Israeli Cuisine. HMH.